# 何波 (1920年)
何波（1920年9月—），男，陕西周至人，中华人民共和国政治人物，曾任中共昆明市委书记，昆明市人大常委会主任，中共云南省顾问委员会委员，第六届全国人大代表。